# Філюк Петро Тодосьович
Петро Тодосьович Філюк (нар. 11 квітня 1961, с. Залухів, Ратнівський район, Волинська область) — український суддя. 30 жовтня 2019 року XVII позачерговим з'їздом суддів обраний суддею Конституційного Суду України.
Присягу склав 5 листопада 2019 року.

## Життєпис

### Освіта
У 1980 році закінчив Володимир-Волинський технікум гідромеліорації та механізації сільського господарства. Проходив строкову військову службу.
У 1986 році закінчив Харківський юридичний інститут. Кандидат юридичних наук.

### Трудова діяльність
- З серпня 1986 — слідчий слідчого відділення відділу внутрішніх справ Луцького міськвиконкому Волинської області.[джерело?]
- Квітень 1990 — обраний народним суддею, вересень 1992 — призначений головою Луцького районного народного суду.[джерело?]
- 3 квітня 2003 — Постановою Верховної Ради обраний безстроково суддею Апеляційного суду Волинської області[6].
- 23 грудня 2003 — Указом Президента призначений першим заступником голови Апеляційного суду Волинської області[7].
- 2004–2019 — голова Апеляційного суду Волинської області[8].
- 2019—донині — суддя Конституційного Суду[9]

## Нагороди
Заслужений юрист України (2009).